# Julio Prieto
Julio Prieto Martín (Madrid, 21 novembre 1960) è un ex calciatore spagnolo, di ruolo centrocampista.

## Palmarès

### Club

#### Competizioni nazionali
- Coppa di Spagna: 2

Atlético Madrid: 1984-1985, 1990-1991
- Supercoppa di Spagna: 1

Atletico Madrid: 1985